# Іустин (Михайлов)
Єпископ Іустин (в миру Яків Євдокимович Михайлов; поч. XIX століття, Альшан, Орловський повіт, Орловська губернія — 17 березня 1879) — православний церковний діяч доби Російської імперії. Єпископ Вінницький в Україні; Староруський, Ревельський, Володимирський і Суздальський РПЦ (безпатріаршої). Ректор Київської та Чернігівської духовної семінарії.

## Біографія
Народився в селі Альшанов Орловського повіту в родині диякона.
Спочатку навчався в Орловській духовній семінарії.
28 червня 1823 року закінчив Київську духовну академію зі ступенем магістра.
17 вересня 1823 року призначений бакалавром по класу богословських наук Київської духовної академії.
25 лютого 1824 року пострижений у чернецтво; 3 березня висвячений у сан ієродиякона, а 30 березня — у сан ієромонаха. Визначено бібліотекарем Київської духовної академії.
8 травня 1828 року призначений ректором Київської духовної семінарії, а 18 липня того ж року — архімандритом і настоятелем Києво-Видубицького монастиря.
4 липня 1834 року переміщений настоятелем в Чернігівський Єлецький Успенський монастир; 12 липня призначений ректором Чернігівської духовної семінарії.
20 липня 1841 року хіротонізований в єпископа Вінницького, вікарія Подільської єпархії.
Прибувши в серпні 1841 року в Шаргородський монастир, владика Іустин лише увійшовши у звичайний порядок виконання покладених на вікарія єпархіальних справ, отримав з Петербурга сповіщення про своє переведення на посаду єпископа Староруського, вікарія Новгородської єпархії.
З 27 липня 1842 року — єпископ Староруський, вікарій Новгородської єпархії.
З 14 листопада 1842 — єпископ Ревельський, вікарій Санкт-Петербурзької єпархії.
11 серпня 1845 призначений єпископом Костромським і Галицьким.
25 лютого 1850 переміщений на Володимирську кафедру.
З 21 травня 1850 р. з 1 березня 1851 тимчасово керував Нижньогородською єпархією.
26 липня 1863 звільнений на спокій в Боголюбов Різдво-Богородицький монастир.
Помер 17 березня 1879 року.